# Секст Емпирик
Секст Емпирик е гръцки философ и лекар, живял през втората половина на II в., последовател на Енесидем. Неговата философска работа се смята за най-пълно описание на гръцкия и римския скептицизъм. В своята медицинска работа той се придържал към емпиризма, както показва и името му, макар че той самият се поставял по-близо до методическата школа.

## Творчество
Секст Емпирик е известно, че е имал три книги, от които едната е „Основи на пиронизма“ или превеждана на български като „Пироновите основоположения“ (Πυῤῥώνειοι ὑποτύπωσεις, Pyrrhōneioi hypotypōseis, често абревиирано като PH), и две отделни творби с едно и също заглавие „Срещу математиците“ (Adversus Mathematicos), едно от които вероятно е непълно.
Първите шест книги на Срещу математиците са известни като Срещу учителите, но всяка книга също така си има традиционно заглавие (Срещу граматиците (книга I), Срещу реториците (книга II), Срещу геометриците (книга III), Срещу аритметиците (книга IV), Срещу астролозите (книга V), Срещу музикантите (книга VI). Смята се, вероятно с изключение на изследователя на Секст Ричарт Бет, че това е последната и най-зряла книга на Секст Емпирик.
Книги VII-XI на Срещу математиците формират непълно цяло, учените смятат, че липсва поне една книга от началото на творбата, която в оригинално носила заглавието Скептически трактати (Skeptika Hupomnēmata). Запазените книги имат заглавията Срещу логиците (книги VII-VIII), Срещу лекарите (книги IX-X,) и Срещу етиците (книга XI).

## Философия
В запазилите се съчинения на Секст Емпирик „Пироновите основоположения“ и „Против учените“ се съдържат сумирани сведения за всички аргументи, с помощта на които античния скептицизъм опровергавал представата на „догматичната“ философия, че е възможно обосновано неоспоримо знание. Доказвайки, че не са възможни каквито и да било общозадължителни научни, теологически, етически и т.н. истини, Секст Емпирик препоръчвал въздържание от всякакво решение, знание за да се постигне по този начин душевно равновесие и блаженство, чието осъществяване е именно целта на философията. Секст Емпирик предлага хората да се ръководят в живота от естествените си потребности, от своите наклонности, навици, закони, традиции и преди всичко от обикновения здрав разум.